# Pałac w Świerklańcu
Pałac w Świerklańcu – XIX wieczny pałac Donnesmarcków w Świerklańcu. Spalony podczas II wojny światowej, ostatecznie rozebrany w 1962 roku. Pozostałosci parku i zabudowań folwarcznych zostały wpisane do rejestru zabytków. Obiekt zwany był „Małym Wersalem”.

## Historia
Podczas pobytu we Francji hrabia Guido Henckel von Donnersmarck sprezentował swej metresie, Blance de Païva, pałac Pontchartrain, usytuowany niedaleko Paryża. Ponieważ warunki w starym, kamiennym, zamku w Świerklańcu nie odpowiadały przyzwyczajonej do wygód markizie, hrabia początkowo myślał o przeniesieniu pałacu z Francji do Świerklańca, ale ostatecznie kazał zaprojektować i zbudować zupełnie nowy obiekt, oparty na neorenesansowych wzorach francuskich. W ten sposób w latach 1869-1876 r. niedaleko starego zamku powstała rezydencja w stylu Ludwika XIV, zwana później popularnie „Małym Wersalem”. Pałac zaprojektował Hector Lefuel (nadworny budowniczy Napoleona III, znany z przebudowy paryskiego Luwru). W pałacu znajdowały się 34 duże sale oraz 6 luksusowych apartamentów. Wszystkie wyposażone były w ekskluzywne łazienki z systemami ogrzewania i wentylacji. Specjalnie dla cesarza Wilhelma II, który bywał częstym gościem u Donnersmacków, w pobliżu rezydencji wzniesiono mniejszy obiekt, zwany Pałacem Kawalera.

### II wojna światowa i lata późniejsze
Pałac został podpalony w styczniu 1945 przez żołnierzy Armii Czerwonej lub żołnierzy Wehrmachtu na polecenie księcia Guidotto von Donnersmarcka. Ruiny ostatecznie zostały rozebrane w czasach PRL w latach 1954-1957. Nadający się do wykorzystania budulec uzyskany z ruin oraz marmury i kamienne bloki posłużyły do budowy Pałacu Kultury Zagłębia w latach 1951-1958.  
W 1962 r. na wniosek Prezydium Powiatowej Rady Narodowej w Tarnowskich Górach, bez wiedzy Wojewódzkiego Konserwatora Zabytków w Katowicach, górnicy kopalni "Andaluzja" wysadzili ruiny pobliskiego zamku piastowskiego.
Z zespołu pałacowego ocalały baseny, tarasy i fontanny, pałac Kawalera oraz kościół z grobowcami rodziny. Autorem rzeźb na tarasie, które ocalały był Emmanuel Frémiet. Dwie pochodzące z parku pałacowego rzeźby lwów zostały przeniesione do Zabrza (ustawione przy wejściu do Parku im. Rotmistrza Witolda Pileckiego od ul. 3 Maja). Brama pałacowa została przeniesiona do ogrodu zoologicznego w Parku Śląskim w Chorzowie.

## Galeria

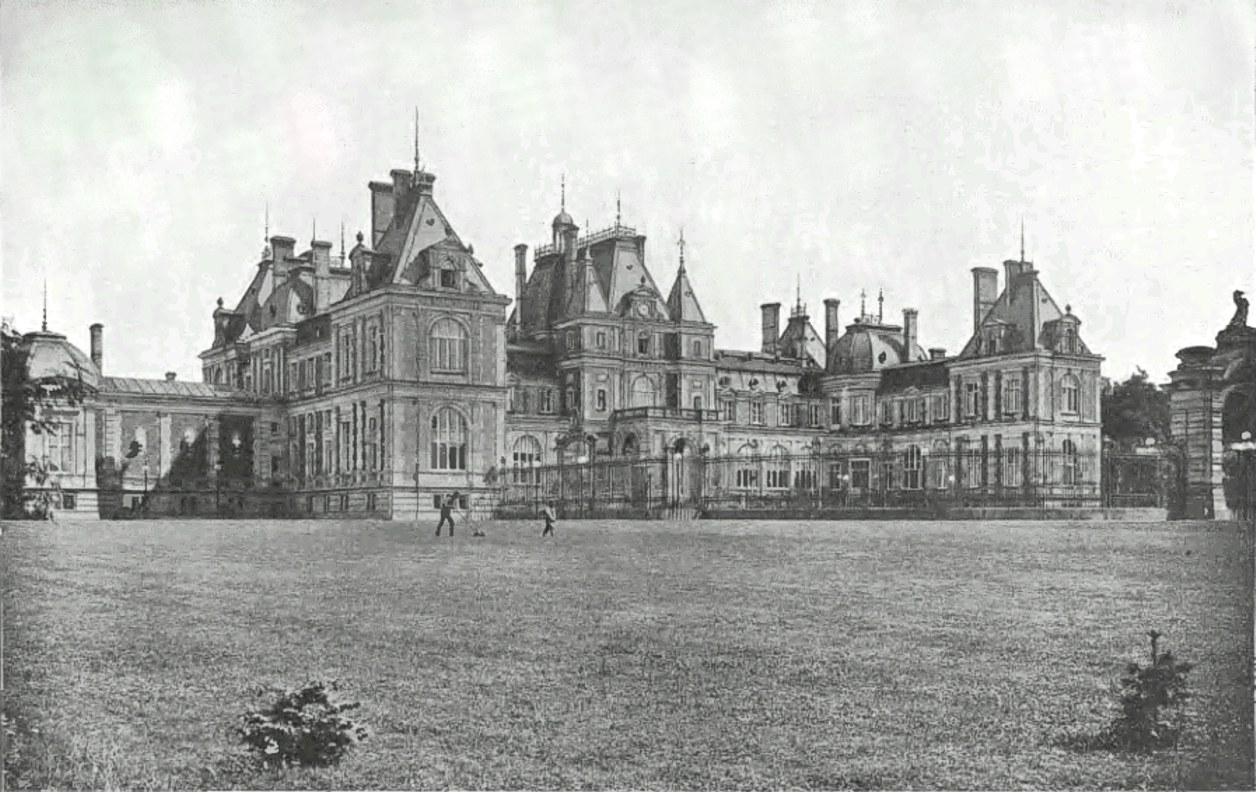
Pałac od frontu przed 1904
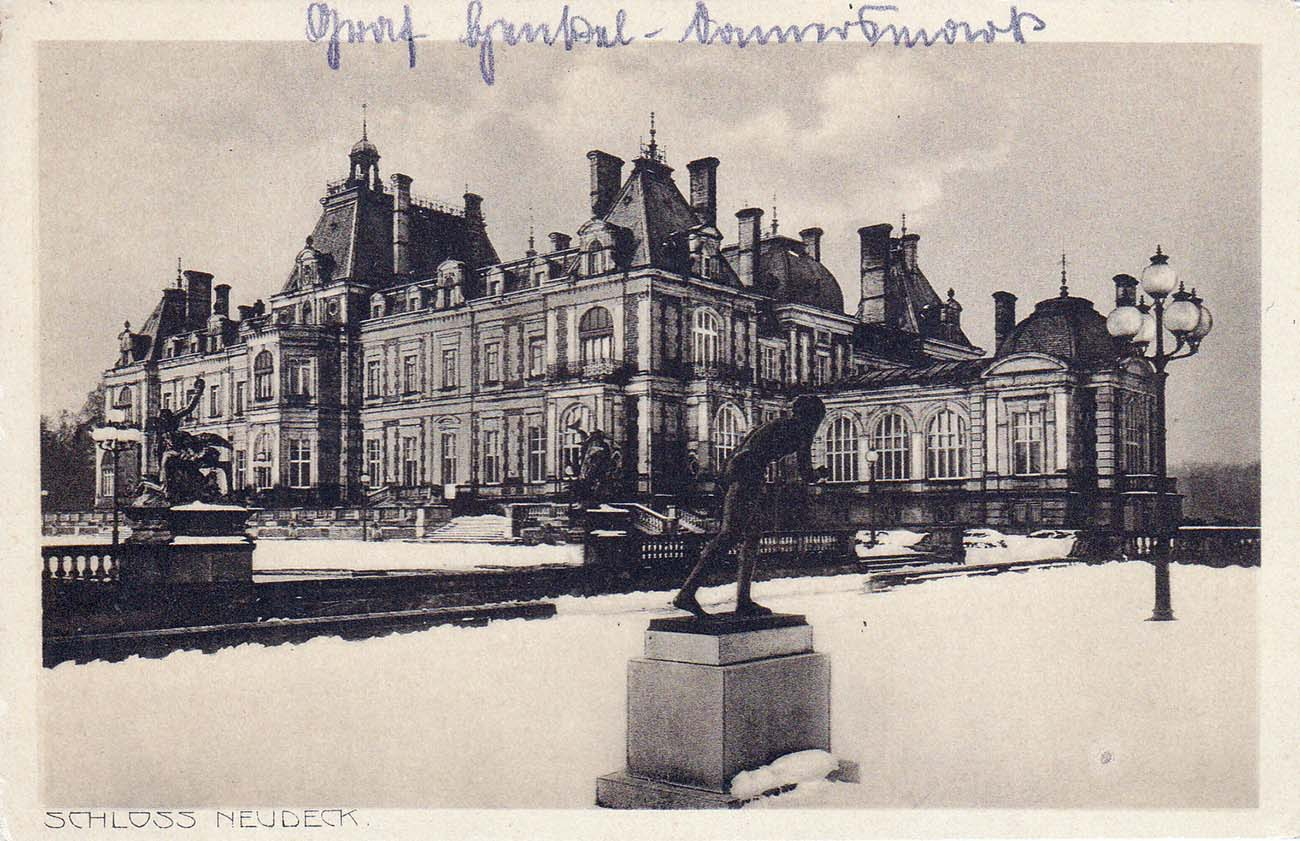
Od strony parku na pocztówce (c. 1890)
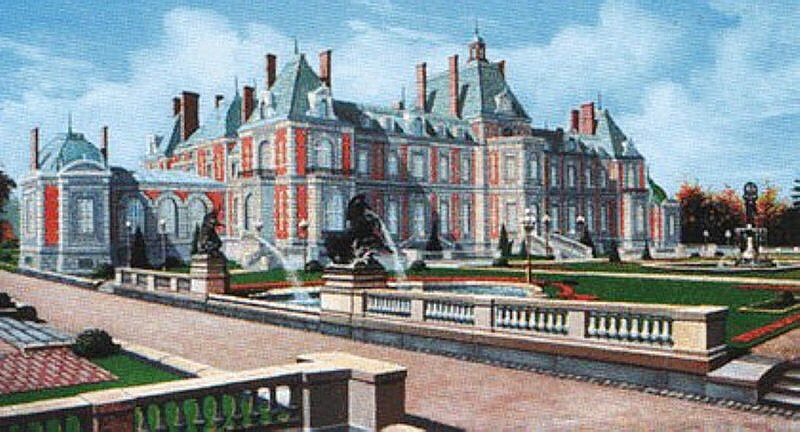
Pałac od strony parku pod koniec XIX w.
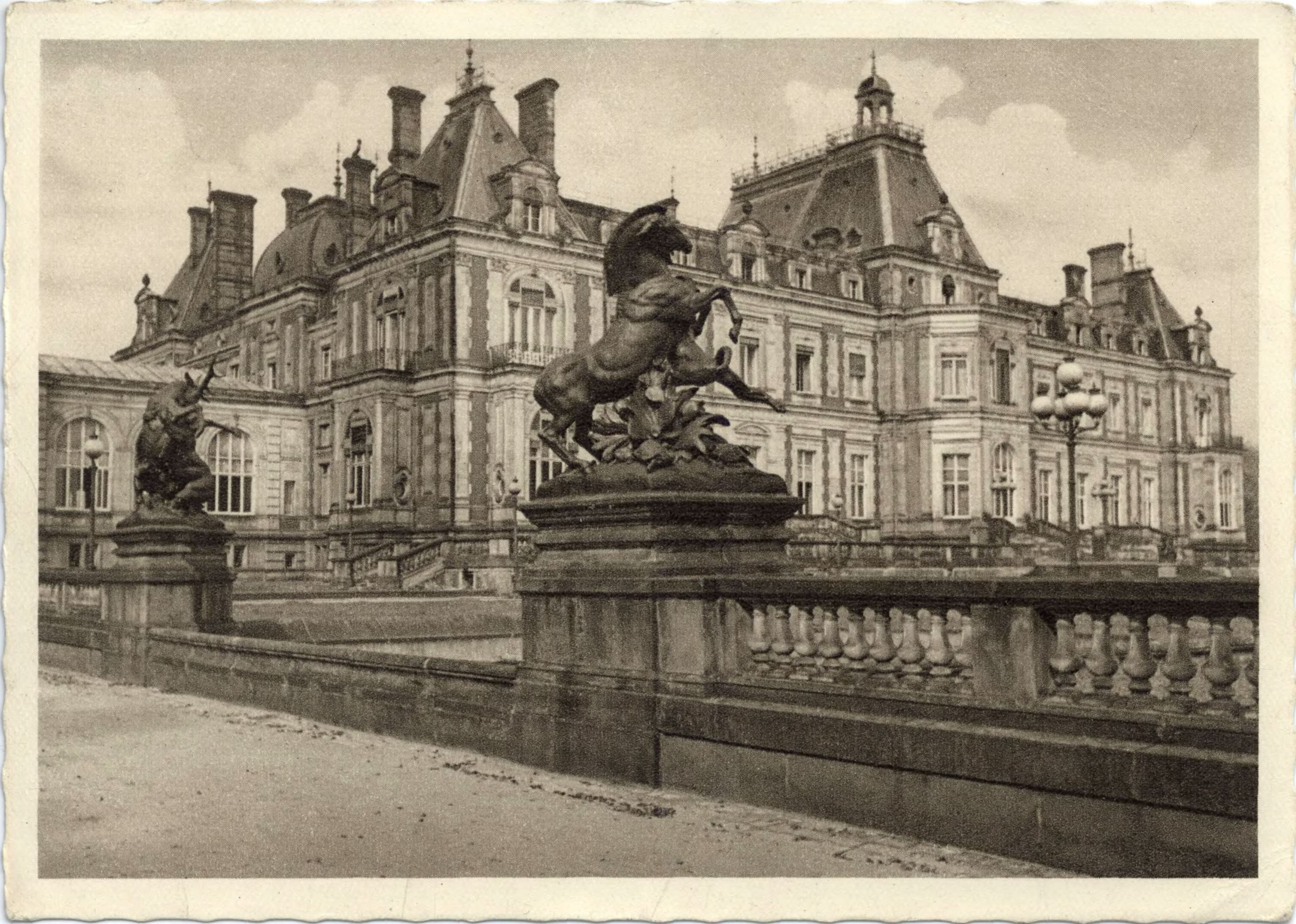
Pałac od strony parku (c. 1920)
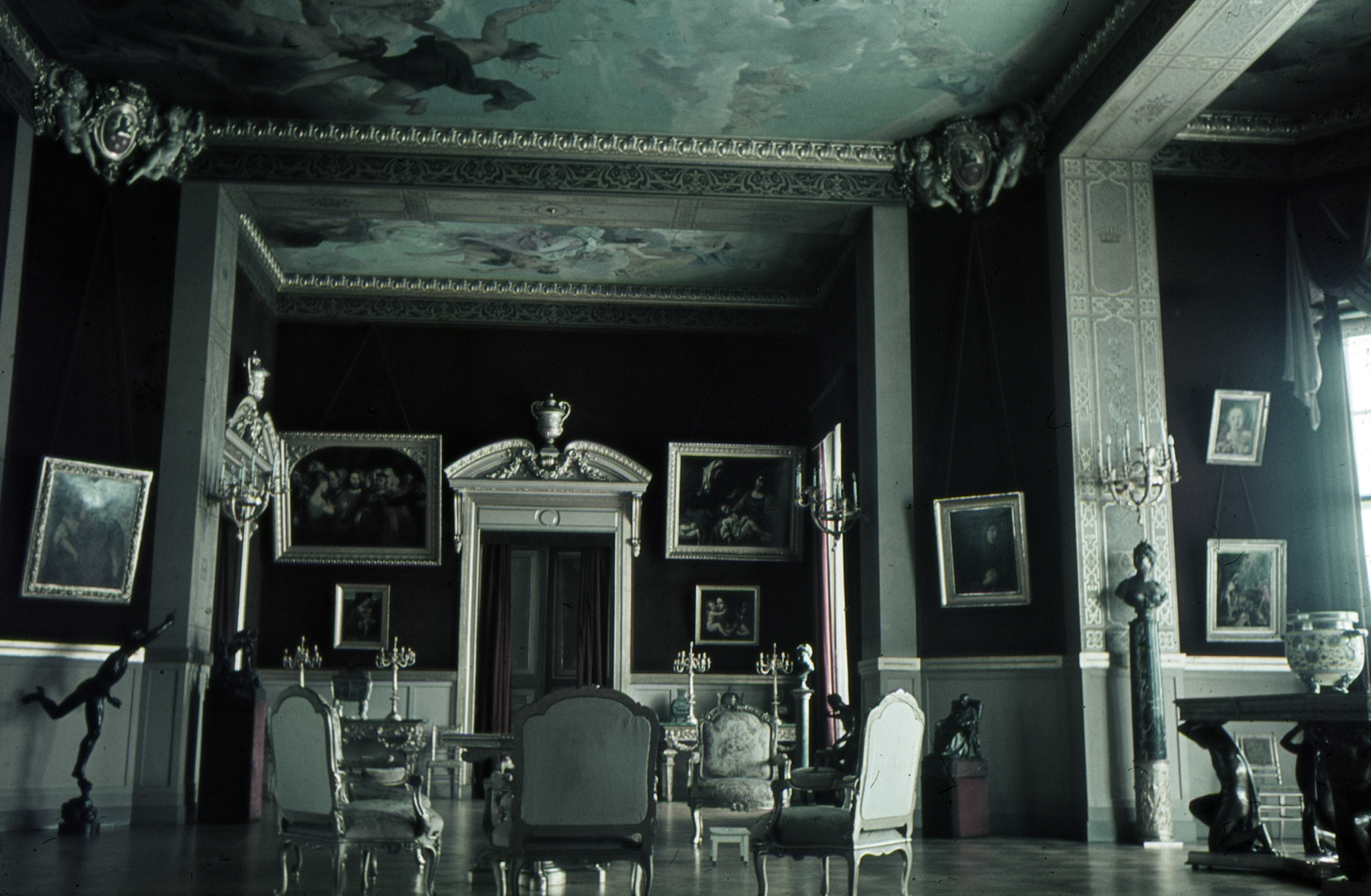
Wnętrze czerwonego salonu
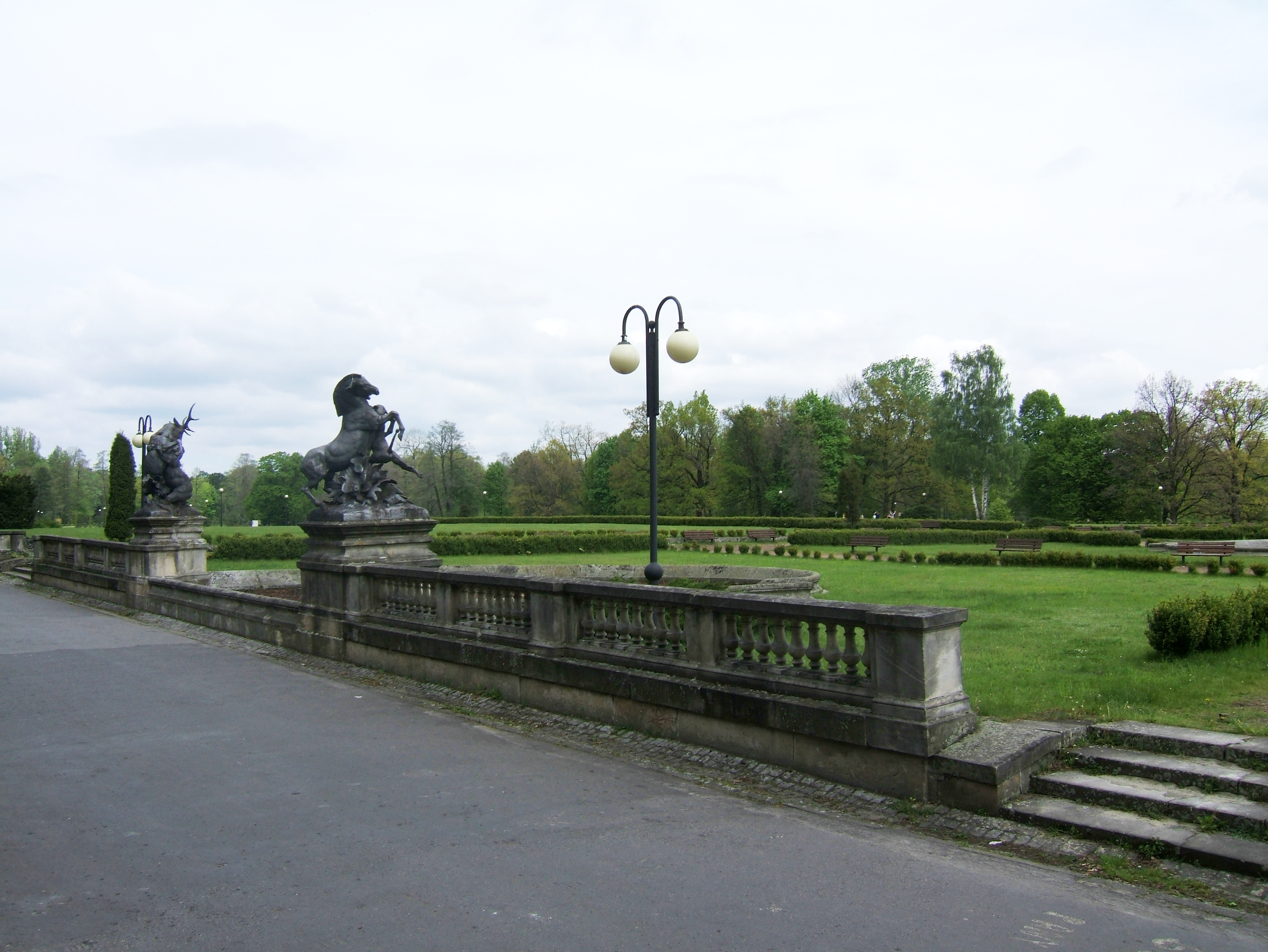
Miejsce po pałacu (2005)
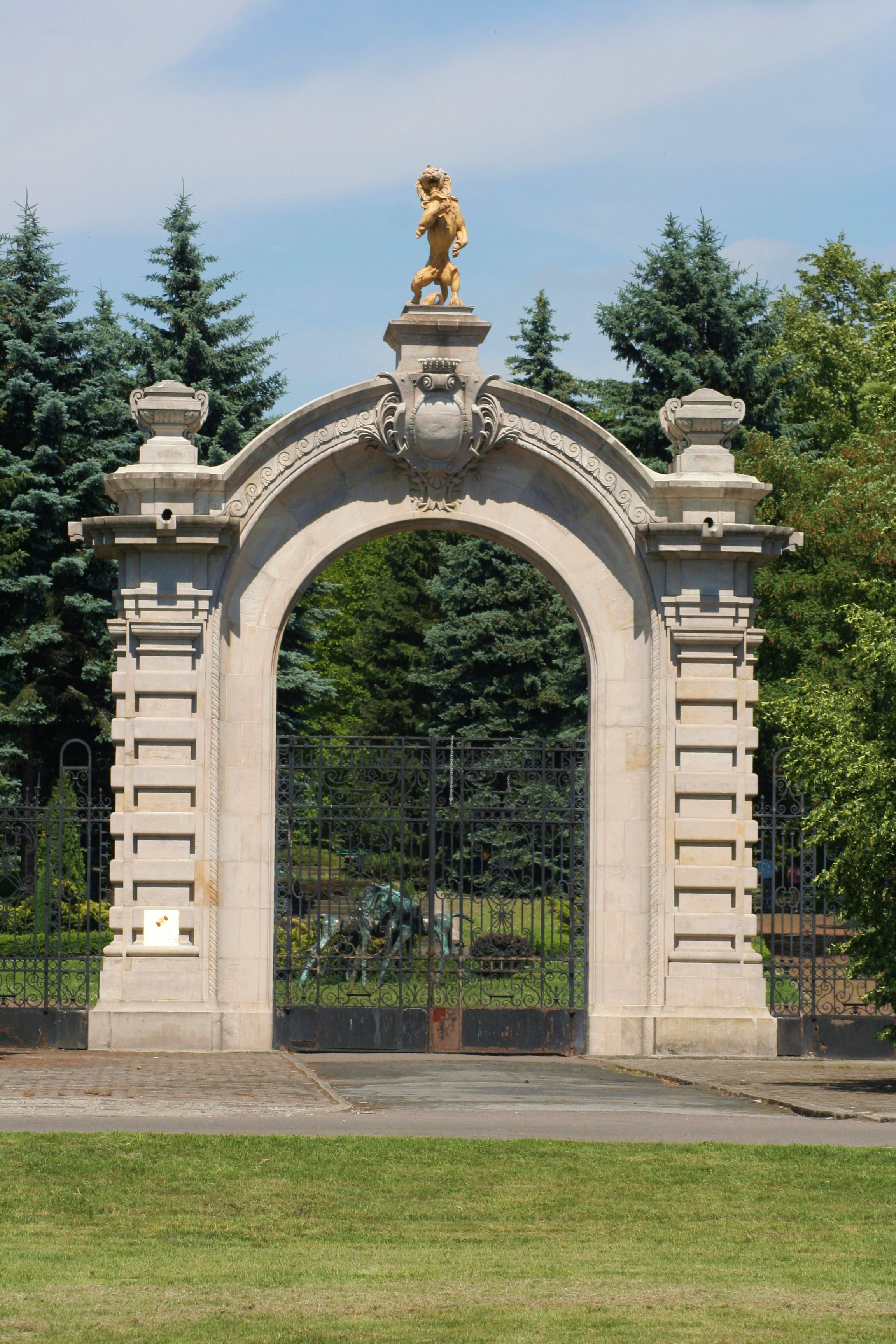
Brama pałacowa, ob. do ZOO w Chorzowie
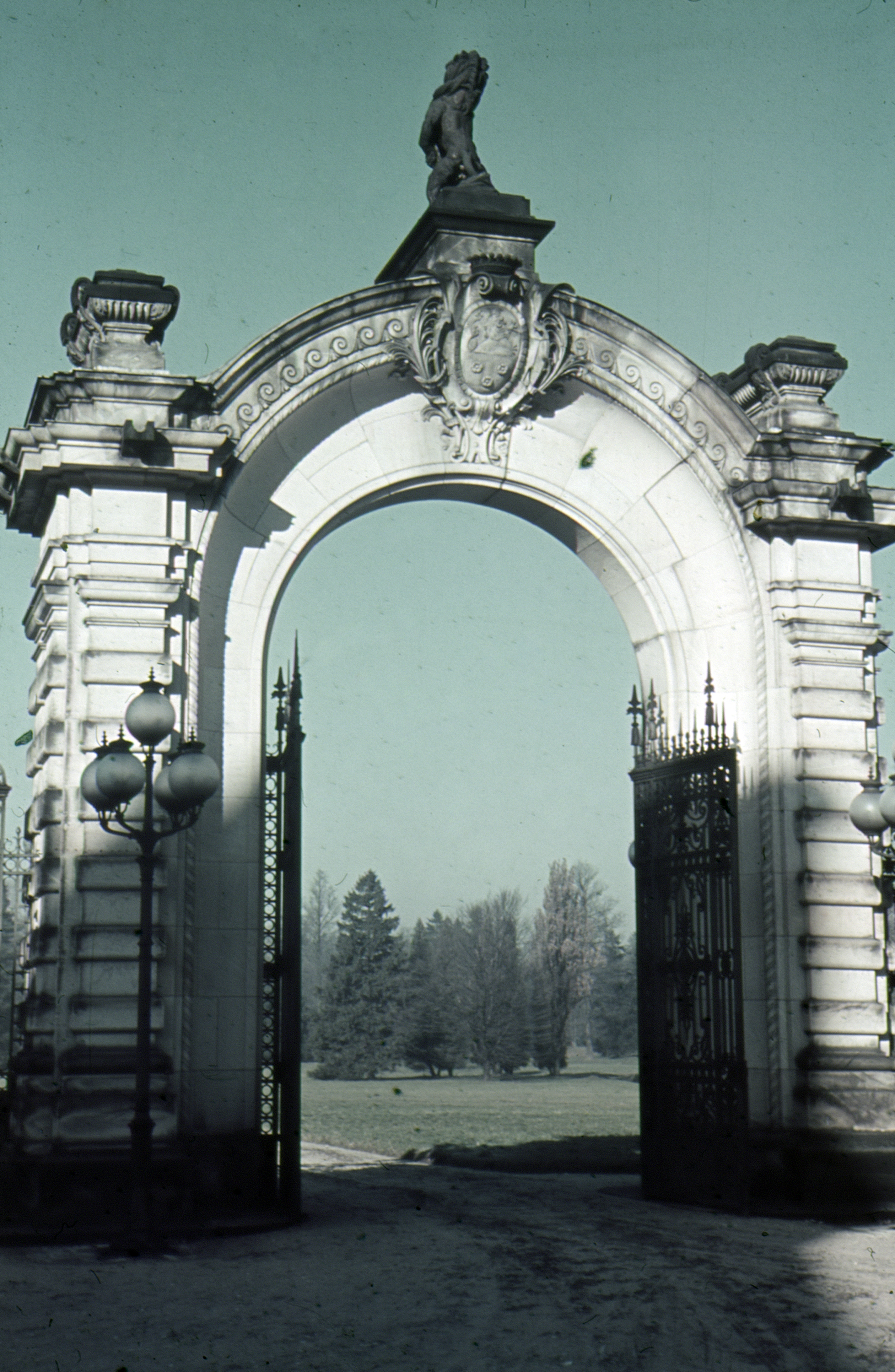
Brama z herbem Henckel v. Donnersmarck
Herb Henckel von Donnersmarck
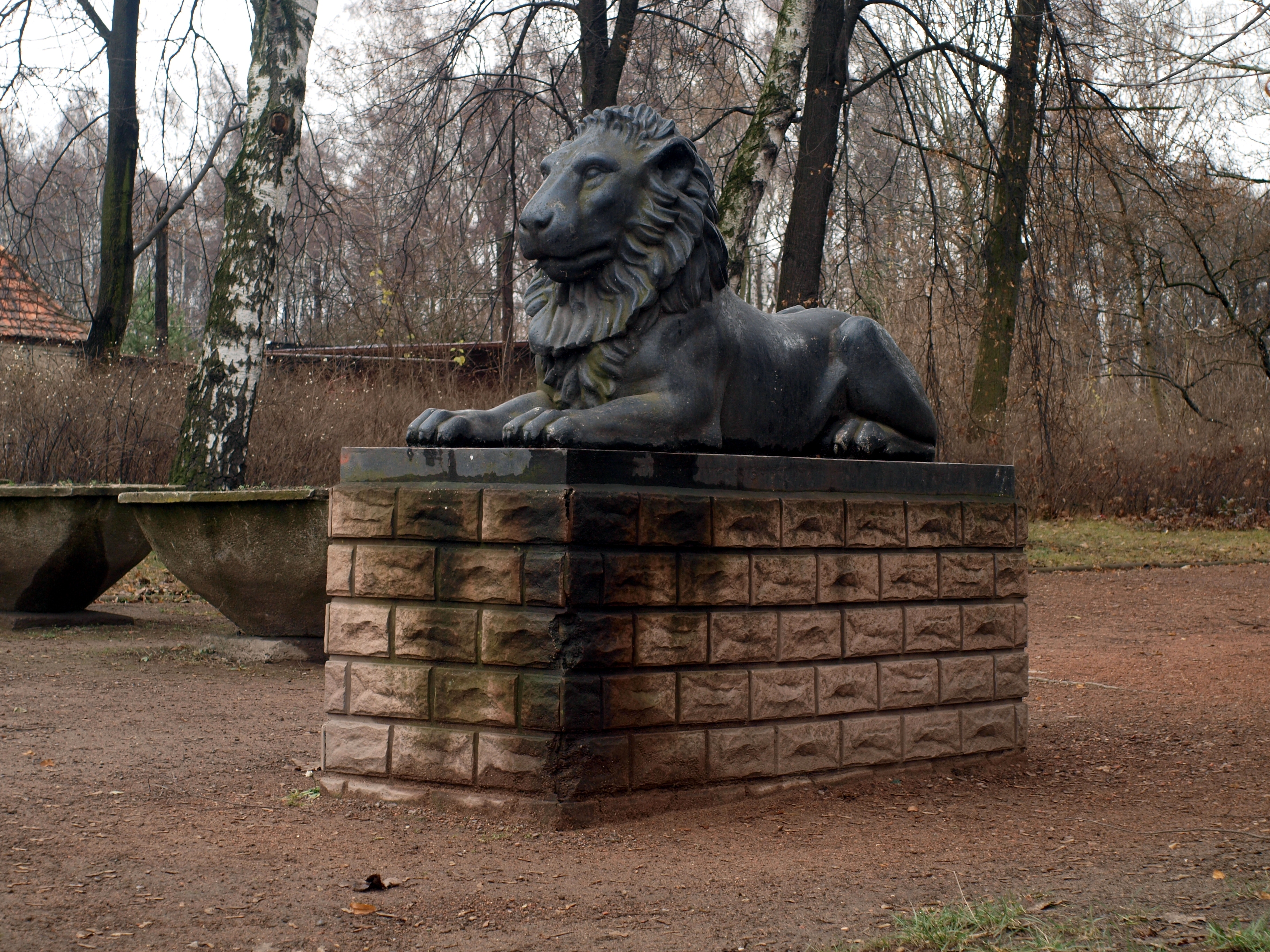
Lew przy wejściu do parku

## Ważniejsza literatura
- M. Zgórniak, Pałac w Świerklańcu – zapomniane dzieło Hectora Lefuela, w: Architektura XIX i początku XX wieku, pod red. T. Grygiela, Wrocław-Warszawa-Kraków 1991, s. 101-111
- J. A. Krawczyk, A. Kuzio-Podrucki, Zamki i pałace Donnersmarcków. Schlösser der Donnersmarcks, Radzionków 2002.
- A. Kuzio-Podrucki, P. Nadolski, D. Woźnicki, Herbarz bytomski, Bytom 2003.
- A. Kuzio-Podrucki, Henckel von Donnersmarckowie. Kariera i fortuna rodu, Bytom 2003.
- J. A. Krawczyk, E. Wieczorek, Dziedzictwo kulturowe gminy Świerklaniec, Bytom 1997.
- M. Wroński Świerklaniec w dawnych widokach, Tarnowskie Góry 2000.
- J. Rolak, „Zamek w Świerklańcu. Historia wyburzenia w świetle materiałów archiwalnych Śląskiego Wojewódzkiego Konserwatora Zabytków w Katowicach” [w:]Wiadomości Konserwatorskie Województwa Śląskiego, T.2, Katowice 2010.